# Недзьвяда (Підкарпатське воєводство)
Недзьвяда (пол. Niedźwiada) — село в Польщі, у гміні Ропчиці Ропчицько-Сендзішовського повіту Підкарпатського воєводства.
Населення — 2657 осіб (2011).
У 1975-1998 роках село належало до Ряшівського воєводства.

## Демографія
Демографічна структура станом на 31 березня 2011 року:
|          | Загалом | Допрацездатний вік | Працездатний вік | Постпрацездатний вік |
| -------- | ------- | ------------------ | ---------------- | -------------------- |
| Чоловіки | 1368    | 375                | 885              | 108                  |
| Жінки    | 1289    | 315                | 742              | 232                  |
| Разом    | 2657    | 690                | 1627             | 340                  |